# SN 2004dn
SN 2004dn – supernowa typu Ic odkryta 13 sierpnia 2004 roku w galaktyce UGC 2069. Jej maksymalna jasność wynosiła 17,35m.